# 雨森常夫
雨森 常夫（あめもり / あまもり つねお、1903年（明治36年）6月22日 - 1970年（昭和45年）12月12日）は、昭和期の農林技官、政治家。参議院議員。

## 経歴
福井県で雨森元成の三男として生まれる。1926年（大正15年）東京帝国大学農学部農業土木科を卒業した。
1926年、農林省嘱託となる。その後、農林技師、京都府農林技師、静岡県農林技師、高知県耕地課長、栃木県耕地課長、農地開発営団企画部調査課長、同東京事務所長、経済安定本部建設局次長、農林省農地局建設部長、京都農地事務局長などを歴任した。
1953年（昭和28年）4月、第3回参議院議員通常選挙に全国区から自由党公認で立候補して当選、その後、自由民主党に所属し参議院議員に1期在任した。
1970年12月12日、食道癌のため、東京都新宿区の慶應義塾大学病院で死去した。67歳没。同月14日、特旨を以て位二級を追陞され、死没日付をもって従五位勲六等から従四位勲三等に叙され、旭日中綬章を追贈された。